# PhPeace
PhPeace è un CMS, sistema di gestione di contenuti. È orientato ad associazioni no-profit e distribuito sotto licenza GNU GPL.

## Requisiti di sistema
PhPeace si inquadra nella categoria LAMP è come tale richiede un server con le seguenti caratteristiche:
- sistema operativo Linux (sono state testate le distribuzioni Gentoo, Ubuntu, Centos, Debian);
- web server HTTP Apache (versione 2.x);
- database MySQL (versione 5.1);
- PHP (versione 7)
- ImageMagick (versione 6.4 o successiva);
- due virtual host con nomi differenti (uno per il portale, uno per la sua gestione).

In aggiunta a questa versione base PhPeace include alcuni pacchetti, non tutti distribuiti sotto licenza GPL. Nel caso si usi PhPeace per scopi commerciali è necessario richiedere ai rispettivi autori di questi pacchetti l'autorizzazione per il loro uso (nel file di configurazione, per default, sono disabilitati).

## Storia
PhPeace nasce ufficialmente nel novembre 2000 all'interno dell'associazione telematica Peacelink per iniziativa di Francesco Iannuzzelli, in seguito all'espansione del portale dell'associazione e per dare un supporto ai numerosi ospiti che erano costretti a scrivere codice HTML o PHP. Gli obiettivi iniziali erano molteplici:
1. far sì che si tenesse una memoria storica di tutto quanto veniva inserito nel portale (per far questo in primo luogo si pensò di utilizzare uno dei tanti CMS disponibili riadattato, strada presto abbandonata);
2. rendere i redattori autonomi: chiunque doveva essere in grado di pubblicare un articolo, modificare il sito anche senza competenze tecniche;
3. troncare definitivamente l'abitudine (giudicata pericolosa) dell'inserimento a mano di file HTML o peggio PHP, magari passandoli via FTP, un protocollo giudicato insicuro.